# Honda RC100
Honda RC100 — прототип болида Формулы 1, построенный инженерами компании Honda, в качестве исследовательского проекта. Автомобиль был полностью готов к началу 1993 года, и проходил испытания на автодроме Suzuka, принадлежащем компании Хонда, вплоть до своего уничтожения во время краш-теста FISA. Чуть позже были построены две модифицированные машины, известные как RC101 и RC101B, которые проходили испытания на Судзуке, вплоть до закрытия проекта в конце 1994 года.

## История создания
Осенью 1992 года компания Хонда официально объявила, что, в конце сезона, завершает свою формульную программу, существовавшую с 1984 года. По словам тогдашнего главы концерна, Нобухико Кавамото, это было связано с желанием инженеров Honda, «получить новый вызов», который, после многолетнего доминирования в Формуле 1, они видели в постройке двигателей для американской серии CART.
Тем не менее, во время подготовки к уходу из Ф1, чтобы мотивировать своих инженеров, руководство Honda Motor Company поручило им сделать собственные «персональные проекты», в свободное время, выделив отдельный бюджет для исследовательской работы. Всё это вылилось в попытку построить полноценную машину Формулы 1, что Honda не делала с 1960 годов.
Члены проектной группы приступили к созданию шасси RC100, пытаясь в полной мере соответствует регламенту 1993 года. При постройке использовался тот же двигатель Honda RA122E, который поставлялся команде Макларен на момент ухода Хонды из Ф1, но объединенный с шестиступенчатой полуавтоматической трансмиссией собственной разработки.
Хотя автомобиль был полностью готов к концу 1992 года, президент Honda Motor Company Нобухико Кавамото объявил, что этот проект существует лишь в качестве экспериментального, и его выход на трассы гран-при не планируется. Первый образец, RC100, был показан средствам массовой информации в феврале 1993 года. А уже в конце месяца машина была отправлена на краш-тесты FISA, который прошла с первой попытки. Это было сделано для того, чтобы подтвердить, что шасси действительно выполнено в соответствие с правилами сезона 1993. Тем не менее, для фактической проверки, в целях тестирования, инженерами Хонды была построена вторая машина — RC101.

## Испытания
Немного модифицированный RC101, дебютировал на фирменном полигоне Хонды, в Судзуке, в конце 1993 года, под управлением заводского пилота компании, Сатору Накадзимы. О результатах тех кратких приватных тестов, данных практически не сохранилось, как и о параметрах той машины, так как она, как RC100, была уничтожена во время очередного краш-теста.
Первые публичные тесты пришли на Судзуке в январе 1994 года, когда, была построена, вторая модификация болида — RC101B. Она являлась дальнейшим развитие конструкции RC100, и как и её предшественницы, управлялась Накадзимой. В настоящее время неизвестно, что случилось с шасси RC101B после закрытия программы.